# إيشيرو يودا
إيشيرو يودا (باليابانية: 依田銈次郎؛ بالكانا: よだ けいじろう) هو محامي ياباني، ولد في 1860، وتوفي في 28 سبتمبر 1933.